# One More from the Road
| Recensione | Giudizio |
| ---------- | -------- |
| AllMusic   |          |

One More from the Road è un album live della band di southern rock Lynyrd Skynyrd pubblicato nel 1976. 
Il titolo è ispirato ad un verso di un vecchio successo di Frank Sinatra, "one more for my baby".

## Il disco
Probabilmente contiene la più famosa introduzione ad un pezzo rock: «Which song d'you wanna hear?» chiedeva il cantante e frontman della band Ronnie Van Zant. La risposta dal pubblico era corale: «Free bird!»
In questo album il gruppo dimostra le proprie doti musicali, grazie soprattutto alle performance dei tre chitarristi Gary Rossington, Allen Collins e Steve Gaines. Il disco ebbe un enorme successo sia di vendite che di critica.

## Tracce
Lato 1
1. Workin' for MCA – 4:38
2. I Ain't the One – 3:37
3. Searching – 3:51
4. Tuesday's Gone – 7:39

Lato 2
1. Saturday Night Special – 5:30
2. Travellin' Man – 4:08
3. Whiskey Rock-a-Roller – 4:14
4. Sweet Home Alabama – 6:49

Lato 3
1. Gimme Three Steps – 5:00
2. Call Me the Breeze – 5:27
3. T for Texas – 8:26

Lato 4
1. The Needle and the Spoon – 4:17
2. Crossroads – 3:44
3. Free Bird – 11:30

## Formazione
- Ronnie Van Zant - voce
- Steve Gaines - chitarra, voce
- Allen Collins - chitarra
- Gary Rossington - chitarra, tastiera
- Billy Powell - tastiera
- Leon Wilkeson - basso elettrico, voce
- Artimus Pyle - percussioni
- JoJo Billingsley, Cassie Gaines, Leslie Hawkins (The Honkettes) - cori